# Богуславский, Александр Николаевич
Александр Николаевич Богуславский (1907—1975) — один из первых красноярских педагогов и первый педагог школы № 10 Красноярска, получивший звание «Заслуженный учитель РСФСР».

## Биография
Александр Николаевич Богуславский родился в 1907 и всю свою трудовую жизнь посвятил обучению химии обучающихся школы № 10 г. Красноярска.
В школах работают учителя, в вузах — научно-педагогические работники, несмотря на разный уровень образовательных учреждений главная цель одна — обучение. Учителя-предметники занимаются творческой работой и насыщением научной деятельности в школьном обучении. Для осуществления вышеперечисленного необходимо разбираться в методах и средствах научной работы, знать научную проблематику, а также учитывая реальные возможности школы, организовывать творческую деятельность. Однако встречаются и самобытные учителя, которые интуитивно используют творческую работу на уроках с целью повышения интереса и лучшего усвоения учебного материала. Таким учителем в школе № 10 и являлся Александр Николаевич.

У него не было собственных детей. Но было множество учеников, которые любят, ценят его куда больше, чем некоторые сыновья — своих отцов. Кто знает, чем приглянулась в детстве Александру Богуславскому химия. Может, «камень философский» заинтриговал. Может, хотелось научиться разделять на составляющие сложные вещества. Может, заинтересовало то, что благодаря химии люди создают вещества, не существующие в природе. Так или иначе, Александр Николаевич Богуславский закончил в 1936 г. химический факультет педагогического института и всю жизнь служил химии. Семьей он не обзавелся — отношения с женщинами как-то не складывались. Возможно, из-за травмы, полученной в молодости. У Александра Николаевича были ампутированы ноги. Несчастный случай. Он ходил на протезах. Ходил уверенно, с палочкой — редко. И никто не догадывался о том, сколько стоило усилий, чтобы «укрощать» протезы.

А. Н. Богуславский также расширял программу школьного обучения по химии. Несмотря на то, что в классах было приблизительно по 35 учеников, Александру Николаевичу все же удавалось опросить на занятии практически всех. Он успешно проводил дополнительные занятия по химии, создал химический кружок. Таким образом, знания его учеников повышались, что ещё больше заинтересовывало и вовлекало учеников в изучение химической науки.

Его ученики без всяких усилий сдавали экзамен по химии в вузах, за пределами Красноярска. Александра Николаевича — учителя провинциального города — хорошо знали в столице. «Кто Вас учил?» — спрашивали строгие преподаватели во время экзамена, когда абитуриент только-только начинал отвечать на вопрос в билете. Услышав фамилию, часто без дальнейших расспросов ставили «отлично». Были уверены — ученики Богуславского не могут не знать химии, потому что спрашивал всех одинаково. Будь ты отличник или троечник, ты все равно должен был знать то, что предполагала программа по химии. Когда на занятиях педагог задавал вопрос, то предполагалось, что ответ на него должен знать как «сильный», так и «слабый» ученик. Возможно, благодаря именно такому подходу к преподнесению материала каждый ученик успешно сдавал экзамены по химии.

Как в лаборатории и в кабинете, так и дома у Александра Николаевича царили чистота и рабочая атмосфера. Дома у А. Н. Богуславского не было ничего лишнего, всегда все лежало на своем месте. Долгое время он жил в старом деревянном доме «под снос». Получил квартиру уже, будучи заслуженным учителем. Умер он трагически. Тяжело болел — боялся быть в тягость сестре, которая за ним приглядывала. Сам оборвал свою жизнь в 1975 году, в городе Красноярске.

## Воспоминания коллег и учеников
Вспоминает коллега Богуславского — Алевтина Михайловна Ермолаева:

Душой коллектива он не был. Скорее, он одиночка. А в душе был романтиком. Не случайно же у него в жизни, кроме химии, была другая страсть — театр. Он не пропускал ни одной премьеры. Особенно он любил оперу. И там, в театре, во время спектакля, он позволял себе проявлять свои чувства, мечтать о том, чему сбыться не суждено. Был ли он счастлив? Наверное, смотря с какой стороны посмотреть. Во всяком случае, ему удалось добиться того, что недоступно многим — признания, как среди учеников, так и среди коллег. Он был первым педагогом, получившим в школе № 10 звание «Заслуженный учитель РСФСР», и одним из первых в Красноярске. Помню, мы устраивали по этому поводу скромный банкет. И если в педагогическом коллективе мнения о том, достоин ли учитель звания, награды, разделяются, то в случае с Александром Николаевичем сомнений ни у кого не возникало. Все тогда были рады за него — и педагоги, и ученики. Богуславский — легендарная, незаурядная личность.

Рассказывает Юлия Александровна Клусс — химик-технолог по образованию и коллега А. Н. Богуславского:

Александр Николаевич был требователен к себе, поэтому и ученикам спуска не давал. "В детстве, когда мы учились у Богуславского, наверное, хотелось, чтобы он был помягче. Почеловечнее, что ли. Был очень строг, улыбался редко. Зато он давал фундаментальные знания, что по окончании школы мог по достоинству оценить любой его ученик. Думаю, ему благодарны все, кого он учил. Он использовал в работе эффективный метод окраса. Вызывая ученика к доске, расспрашивал не только по накануне пройденному материалу. Обязательно задавал вопросы по темам, изученным ранее. Таким образом закреплялся материал. И все же считаю, что подобный метод работы неплохо бы применять в школах. Знания, получаемые таким образом, остаются в памяти на всю жизнь.

Вспоминает ученик Александра Николаевича — Генрих Филиппович Буянов:

В школе никто не считал себя вправе отвлекать Александра Николаевича. Все знали и понимали, что у него очень много дел, он постоянно занят. И, проходя мимо него, как педагоги, так и тем более ученики, не смели останавливать и отвлекать по какому-то ни было вопросу. Иначе это бы выглядело как элементарное неуважение к нему. Можно сказать, что Александр Николаевич был общительным человеком, но всегда четко знал, сколько стоит говорить собеседнику, тем самым он был скорее скрыт для окружающих. У него не было друзей. Поэтому, возможно, были из педагогического коллектива и те, кто недолюбливал Богуславского. Но что поделаешь, он был таким. 
Ещё один ученик Богуславского — Нифантьев Эдуард Евгеньевич, заслуженный деятель науки России вспоминает:

Школу я закончил в 1951 году. В те трудные годы школа была центром нашей жизни: там мы учились, занимались спортом, работали в разнообразных кружках. Мальчишки тех лет были, как теперь называют трудными. У многих погибли на войне отцы, недоедали все, были плохо одетыми. Но в школе был сильный и добрый педагогический коллектив, учителя много с нами занимались и учили жить в обществе. За это им низкий поклон. Химию нам преподавал Александр Николаевич Богуславский. В те времена он был уже зрелым учителем, уроки вес спокойно, уверенно. Был он строг, но без окриков. Оценки знаний были аргументированы. Не помню, чтобы он высмеивал нас за ошибки. Уроки проходили очень живо, на четкие вопросы требовался четкий ответ. Так получилось, что моей первой оценкой по химии была двойка. Мы только начали изучать предмет. Домашнее задание касалось химического языка — надо было заучить латинские названия элементов. Мне это показалось нелепостью. Урок я не учил, поэтому не смог назвать имени металлов. Двойка меня разозлила, и я заявил, что русский человек должен учить и знать русские названия. Возвращаясь к своей парте, мнил себя героем. Александр Николаевич вернул меня к доске и спокойно спросил, люблю ли играть в футбол, а далее попросил назвать: положение вне игры, П-метровый штрафной удар, спросил, кто такой форвард. После моих ясных ответов он резко заметил: «Почему же ты, русский человек, говоришь на иноземном языке?» Затем он повторил объяснение урока, который я плохо слушал — об истории возникновения международного химического языка, об интернационализме науки. Возвращался я к своей парте уже не героем. Я остановился на этом эпизоде, может быть потому, что сам являюсь вузовским человеком и мастерство нашего учителя могу оценить профессионально. Для многих выпускников этой школы высокий профессионализм Александра Николаевича определил будущую специальность, многие имеют прочную международную репутацию. Очень интересно, что увлеченность характерна и для детей учеников Александра Николаевича. Это касается и моих сыновей. Оба они — доктора химических наук, активные и оригинальные исследователи, работающие в современных областях органической химии. В известном смысле, дети выпускников школы № 10 являются «химическими внуками» Александра Николаевича Богуславского. Наш учитель стал главой большой химической династии

## Педагогические приёмы и методы А. Н. Богуславского в преподавании химии
Особое внимание, хочется уделить дидактическим позициям и методам работы Александра Николаевича. Новая тема всегда начиналась с общей информации об изучаемом объекте. Его школьная лекция или рассказ характеризовалась строгостью изложения, обобщенностью основных положений. От теории тут же переходил к практике. Беседа применялась с целью сообщения новых знаний, их закрепления, проверки и оценки, повторения и обобщения пройденного. Вопросы учителя были краткими и точными, задавались последовательно, тем самым стимулируя учеников к анализу, сравнению, сопоставлению, обобщению. Беседа репродуктивного (воспроизводящего) характера была направлена на то, чтобы школьники вспомнили определения и воспроизводили их в своем ответе учителю. Основные требования к ответам учащихся — полнота и аргументированность, точность и ясность.

Опытный педагог в своей работе использовал как индивидуально- ориентированную систему обучения, так и коллективный способ обучения (парный, групповой). Александр Николаевич знал и учитывал особенности каждого ученика, его возможности. Коллективные и индивидуальные формы учебного процесса способствовали созданию атмосферы продуктивного творческого взаимодействия детей и взрослых. Учащиеся приучались к коллективным и индивидуальным способам и нравственному поведению. У них развивалось чувство коллективизма, такие нравственные черты и качества, как активность, организованность, целеустремленность. Взаимопомощь ставила перед необходимостью проявления заболеваемости проблем и трудностей другого человека, внимания к окружающим.

Коллектив сплачивается в процессе совместной деятельности, поэтому необходимо прежде всего обеспечить такую систему организации учения, труда, общественной работы, в ходе которой школьники, вступая в отношения сотрудничества, дружбы и взаимопомощи, объединяются в единую организацию. В коллективном способе обучения детей объединяет единая цель, совместная деятельность по её реализации, материальные и духовные результаты этой деятельности, стиль отношений. В коллективе школьник вступает в контакты, во взаимодействие с отдельными его членами. Как известно, на социальное развитие школьника влияет как содержание деятельности, так и характер её организации. Каждый детский коллектив становился благоприятной средой для индивидуального развития школьников.

### Проверка знаний и система оценивания
Единство обучения, воспитания и развития — важнейшая закономерность педагогического процесса. Опрос — одно из важных звеньев учебного процесса. Цель опроса для Александра Николаевича — выявить, как учащиеся усваивают учебный материал, установить пробелы в знаниях, а также затруднения, возникающие у отдельных школьников. Кроме того, это звено обучения помогало разрабатывать меры, обеспечивающие усвоение изучаемого материала каждым школьником. Проверяя знания учащихся, Богуславский А. Н. оценивал их. Оценка была понятной, ясной для ученика, объективной и справедливой. При выставлении оценок учитывалось знание учащимися основных фактов, относящихся к изучаемым явлениям и процессам, степень усвоения важнейших понятий, законов, теорий, правил; овладения приемами и операциями, необходимыми для выполнения различных работ, предусмотренных учебной программой (приемы выполнения заданий, продумывания и заучивания материала; конструирование логически обоснованного ответа; умение применять полученные знания в учебных занятиях и Александр Николаевич использовал диалогические методы опроса — это беседа (как индивидуальная, так и фронтальная и групповая). Таким образом, на уроке оказывались задействованы все ученики. Такой урок характеризовался большим числом оценок, каждый ученик имел возможность получить оценку, соответствующую его знаниям.
1. Баллом «5» (отлично) оценивал Александр Николаевич глубокое и полное овладение учебной программой, умение выделить теоретическое и фактическое в учебном материале, самостоятельно построить ответ, разъяснить высказанные определения, понятия, а также умение дать ответ в правильной литературной и языковой форме.
2. Баллом «4» (хорошо) Александр Николаевич также ставил за глубокое и полное усвоение содержания материала, за умение правильно изложить и обосновать изученные понятия, определения, правила и т. п. Однако ответ ученика недостаточно точен, если отдельные ошибки в содержании, в форме и стиле ответа.
3. Балл «3» (посредственно) свидетельствует о том, что ученик имея недочеты в знаниях, все же обладает ими в такой мере, что может усваивать дальнейшие знания на основе ранее полученных, может выполнять новые задания учителя. Ученик в этом случае отвечает, как правило, с помощью учителя.
4. Балл «2» (плохо) выставляется, когда ученик имеет разрозненные знания, не умеет отделить главное от второстепенного. На таком уровне знаний нельзя строить дальнейшее изучение программного материала.
5. Балл «1» (очень плохо) свидетельствовал о том, что ученик не знает и не понимает программный материал, допускает большое количество грубых ошибок.[7]

### Контрольные работы
Проведение итоговых контрольных работ давало Александру Николаевичу получать емкую информацию о химических знаниях учащихся, выявлять индивидуальные пробелы в этих знаниях. Кроме того, после выполнения функций проверочных работ некоторые задания могли служить дидактическим материалом и в период повторения и подготовки к экзамену.

Для успешного выполнения контрольных работ учащиеся должны были:
1. знать (воспроизводить, запоминать) определение основных понятий теории, конкретизировать их, применять в знакомой и изменённой ситуациях;
2. знать основные положения теории, приводить примеры фактов, подтверждающих эти положения;
3. применять теорию (основные положения, закономерности) для объяснения изученных законов и явлений, для сравнения, обобщения, классификации фактов;
4. применять теорию для объяснения и предсказания новых фактов.[7]

Для выявления уровня усвоенных знаний, у Богуславского А. Н. была система взаимосвязанных заданий, а не простой их набор. Например, в первом задании предлагалось дать определение какого-либо понятия, во втором — выбрать, узнать его среди других; в третьем — конкретизировать это понятие примерами и т. д. Проверка таких контрольных работ давало А. Н. Богуславскому возможность установить уровень усвоения учебного материала школьником, на основании чего учитель мог целенаправленно организовывать индивидуальную работу, а к экзамену ликвидировать имеющиеся пробелы.

### Урок — обобщение
Особое значение для систематизации знаний имели повторительно- обобщающие уроки, которые были предусмотрены программой А. Н. Богуславского. Во время таких уроков он не только выяснял уровень овладения учащимися умениями и навыками, но систематизировал и обобщал весь изученный материал.

Проведение обобщающих уроков требовало от преподавателя творческого подхода, использования различных видов самостоятельной работы, куда входила работа с учебником, справочной литературой, дидактическим материалом; выполнение работ экспериментального характера (лабораторные работы, практические занятия, решение экспериментальных задач); разбор решений типовых расчетных задач с производственным и экологическим содержанием, с использованием статистических данных, сведений из научно-популярной литературы; подготовка рефератов, докладов и т. д. Большие возможности в обобщении знаний учащихся раскрывались перед учителем при обзорных лекциях по важнейшим теоретическим вопросам, организации групповых и индивидуальных консультаций.

Повторение темы «Периодический закон и периодическая система химических элементов Д. И. Менделеева» Александр Николаевич мог организовывать в форме лекционных занятий, рассматривать её на семинаре или провести на данную тему конференцию. В любом случае учитель решал такие задачи: обобщить и углубить знания учащихся о сущности периодического закона в свете теории строения атома: рассмотреть физический смысл порядкового номера элемента, номера группы и периода; раскрыть причины взаимосвязи химических элементов; привести в систему знания учащихся о поэтапном развитии периодического закона, показать его значение. Данная тема является глубоко философской, поэтому здесь формировались и такие мировоззренческие понятия, как материальность мира, его единство, познаваемость, причинно-следственные связи между строением атома и его химической активностью, характером соединений (оксидов, гидроксидов). Раскрывались законы диалектики: перехода количественных изменений в качественные, единства и борьбы противоположностей. На занятиях по этой теме учитель мог воспользоваться различными средствами обучения: периодической системой химических Д. И. Менделеева, таблицами: «Электроволновые модели строения атомов элементов 1-2 периодов», «Строение атомов элементов 1-4 периодов», «Форма и перекрывание электронных облаков» и т. д.

### Экзамен
Консультации и прием экзаменов у Богуславского А. Н. — это формы и помощи, и выходного контроля. На консультациях Александр Николаевич всегда создавал атмосферу доверительности, вызывал к себе симпатию, будил потребность обмениваться с собой сокровенной информацией. Он всегда был готов помочь разобраться ученику в трудноусваиваемой для него части учебного материала. Если он наблюдал стремление ученика разобраться, понять, усвоить материал, то всегда был рад помочь ему в достижении этой цели. Не было у Александра Николаевича ни любимчиков, ни учеников, которых бы он считал безнадежными. Относился он ко всем своим воспитанникам одинаково, считал всех учеников способными.

В период подготовки к экзаменам учитель показывал старшеклассникам, что от экзаменационного ответа требуется конкретность, логическая последовательность, доказательно что необходимо иллюстрировать химические свойства веществ уравнениями реакций (например, если речь идет о растворах, следовало написать ионные уравнения реакций; в окислительно-восстановительных реакциях необходимо было указать степени окисления элементов; при рассказе об органическом веществе можно было пользоваться полуструктурными формулами). На экзамене при ответе разрешено было пользоваться всеми имеющимися в кабинете моделями, схемами, диаграммами, стендами, коллекциями, таблицами, не имеющими подсказки. Отвечать на экзамене ученик должен был, придерживаясь определённой логической последовательности, которая характеризовала систематичность знаний. На экзамене он ценил такие качества знаний как обобщенность, конкретность, развернутость.

### Лабораторные занятия
Кабинет химии Александра Николаевича всегда был в образцовом порядке — работал вытяжной шкаф, соблюдалась техника безопасности, чисто, проветрено, уютно. Внешний вид лаборатории сильно влиял на качество экспериментальной работы. Образцовая чистота, одинаковые по форме табуретки, столы, расставленное по своим местам ещё до прихода учащихся реактивы и оборудование, таблицы с важнейшими постоянными и необходимыми для вычислений формулами, чистая доска, убранные рабочие места — все это имело огромное значение для создания творческой атмосферы учебно — познавательного процесса.

Дисциплина, нормы поведения и работы (аккуратность, чистота, экономичность, соблюдение техники безопасности и т. п.) в химической лаборатории (как и лекции или семинаре) относились к тем элементам учебного, которые не вводились постепенно, а задавались жесткими и обязательными с первого дня занятий. Неожиданное ужесточение дисциплины и требований не принесло бы желаемых результатов и имело бы кратковременный характер. Несмотря на то, что учащиеся должны были привыкать работать быстро и энергично, тем не менее лабораторное занятие без ограничения времени окончания давало наилучшие результаты, создавало наиболее благоприятную психологическую обстановку в лаборатории.

По окончании работы каждый ученик «сдавал» свое место преподавателю. Работа считалась выполненной в том случае, если рабочее место находилось в том же состоянии, как и до начала работы. Это было с первого дня обязательным правилом, так как характер проведения первого занятия, как и первой лекции, сильнейшим образом складывается на всей последующей работе обучающегося в лабораторном практикуме. В процесс формирования практических умений входили умения выполнять практическую работу, проводить лабораторный опыт, применять в различных связях знания теории и практики, обобщать экспериментальные данные и т. п. Все это углубляло знания учащихся, воспитывало их познавательную активность, развивало мышление, упорство и настойчивость для достижения поставленной цели, организационные навыки. При этом воедино сливались умственная и практическая деятельность учащихся.

Именно поэтому А. Н. Богуславский уделял большое внимание химическому эксперименту, совершенствуя его методику, увеличивая степень самостоятельности учащихся. Химический эксперимент не только являлся необходимым условием достижения осознанных и прочных знаний учащихся по химии, но имел также важное значение и в их политехнической подготовке, облегчал понимание технологии химических производств, способствовал развитию культуры труда, содействовал подготовке к будущей трудовой деятельности.

На занятиях имел место также и демонстрационный эксперимент, который служил источником новых знаний, формировал у учащихся познавательный интерес к изучаемому предмету и развивал творческое мышление. Лабораторные работы, как элемент в системе учебно-воспитательного процесса обладал значительно более широкими дидактическими возможностями по сравнению с лекциями и семинарскими занятиями. Хотя и считается, что лабораторный практикум призван вырабатывать у учащихся определённые экспериментальные навыки, культуру экспериментирования и т. п., но, тем не менее, основная роль практикума заключается в развитии у учащихся научного мышления, в формировании умений интеллектуального проникновения в сущность изучаемых явлений, в пробуждении интереса к науке, в приобщении к научному поиску и т. д.

## Лучшие ученики Богуславского
- Федоров Владислав Андрианович, заведующий кафедрой неорганической и физической химии, доктор химических наук, профессор. Он закончил школу с золотой медалью. Его пристрастием был спорт, в частности игра в волейбол. Закончил в 1960 году Ленинский технологический институт им. Ленсовета, инженерно-химико-технологический факультет. Специальность — химия и технология радиоактивных и редких элементов. Обучение длилось 5,5 лет. Начало педагогической деятельности: май-октябрь 1960 года в СИбГТУ, октябрь 1963 года по настоящее время в СИбГТУ. Преподаваемые им дисциплины — общая и неорганическая химия; строение вещества; физическая и коллоидная химия. Научные направления: термодинамика ионных равновесии в растворах; кинетика электромеханических равновесий в растворах; кинетика электрохимических реакций Владислава Андриановича. Заслуженный деятель науки Российской Федерации, академик РАЕН и МАНН ВШ, почетный работник высшей школы; знания языков — английский и немецкий со словарем. Опубликовано примерно 300 работ в основном центральной печати. В настоящее время в СИбГТУ действует совет по защите докторской диссертации, возглавляемый Владиславом Андриановичем.[3]
- Анатолий Викторовича Бывшев. Это Красноярский профессор СибГТУ, который несколько лет назад удивил нас своим одним из открытий. А. В. Бывшев наряду с Р. З. Пеном сделали крупное научное открытие, суть которого сводится к тому, что не надо «отбеливать» газетную бумагу хлоркой, есть куда более экономический и эффективный способ. Это открытие революционно, не применяется для отбеливания бумаги хлор и сера, процесс варки целлюлозы сокращается с 6 до 2 часов; открытие профессоров Бывшева, кафедра технологии целлюлозно-бумажной промышленности, и Пена предполагало для производства целлюлозы (из которой потом и делают бумагу, в том числе и газетную) — отходы лесопиления любых пород и видов — стружки, ветки.[3]
- Среди учеников Александра Николаевича стоит отметить и Буянова Генриха Филипповича, который закончил Лесомеханический факультет Лесотехнического института (ныне Технологический) в 1958 году. И работал по специальности инженером-механиком, был заведующим лаборатории строительных и дорожных машин. Генрих Филиппович — бывший спортсмен, который включая сегодняшний день, увлекается спортом: длительное время проводит в спорткомплексе «Энергия» и внимательно наблюдает за различными видами спорта, возобновляя в памяти счастливые моменты, связанные со своим любимым увлечением.[3]
- Особое место среди учеников Александра Николаевича принадлежит Юрию Анатольевичу Овчинникову. Юрий Анатольевич окончил в 1952 году среднюю школу № 10 в Красноярске и в том же году поступил на химический факультет Московского государственного университета. Там же, под руководством профессора началась научная деятельность Ю. А. Овчинникова. К этому времени уже четко сформировалась склонность способного студента к синтетической органической химии. Одновременно зрело убеждение, что наиболее привлекательная область применения возможностей органической химии — химия живого. В 1967 году в совместной работе М. М. Шемякина, Ю. А. Овчинникова и их сотрудников был сформулирован оригинальный, так называемый типохимический принцип трансформации биологически активных пептидов, согласно которому возможно создание новых биоактивных молекул путем таких глубоких модификаций молекулы, как обогащение направления ацилирования, обращение конфигурации асимметрических центров, полные замены сложно-эфирных связей на амидные и наоборот, циклизация линейных молекул и т. д. Были найдены условия, при которых указанные модификации проходят с сохранением основных стерео-электронных параметров, а значит и биологических свойств исходной молекулы. Интерес к пептидам, в том числе и пептидам, обеспечивающим ионный транспорт, Ю. А. Овчинников сохранял на протяжении всей своей жизни. В 1970 году умер М. М. Шемякин, и Ю. А. Овчинников сменил его на посту директора Института химии природных соединений. В 1971—1979 гг. Ю. А. Овчинников возглавил работы по первичной структуре аспартатаминотрансферазы свиньи, токсинов яда кобры, пчел и скорпиона, леггемоглобина из клубеньков люпина, нескольких белков кишечной палочки. В середине 1970-х годов Ю. А. Овчинников и руководимый им коллектив взялись за определение первичной структуры ДНК — зависимой РНК-полимеразы кишечной палочки — ключевого фермента транскрипции, центрального объекта молекулярно-биологических исследований во многих лабораториях мира. Вместе с тем как бы ни были велики успехи Ю. А. Овчинникова — генного инженера — биотехнолога, фундаментальная биоорганическая химия пептидно-белковых веществ всегда оставалась его главным призванием. В середине 1970-х годы Ю. А. Овчинников, Н. Г. Абдулаев и их сотрудники приступили к систематическому изучению молекулярных основ фоторецепции.